# Цаника
Цаника (итал. Zanica) је насеље у Италији у округу Бергамо, региону Ломбардија.
Према процени из 2011. у насељу је живело 7242 становника. Насеље се налази на надморској висини од 210 м.

## Становништво
Према резултатима пописа становништва 2011. у општини је живело 8.193 становника.
| 1931. | 1936. | 1951. | 1961. | 1971. | 1981. | 1991. | 2001. | 2011. |
| ----- | ----- | ----- | ----- | ----- | ----- | ----- | ----- | ----- |
| 3.228 | 3.418 | 3.915 | 4.325 | 4.549 | 5.119 | 5.866 | 7.063 | 8.193 |